# Terelle
Terelle és un comune (municipi) de la província de Frosinone, a la regió italiana del Laci, situat a uns 110 km al sud-est de Roma i a uns 35 km a l'est de Frosinone.
Terelle limita amb els municipis d'Atina, Belmonte Castello, Casalattico, Cassino, Colle San Magno, Piedimonte San Germano, Sant'Elia Fiumerapido i Villa Santa Lucia.
A 1 de gener de 2019 tenia 353 habitants.